# Глад (бугарски војвода)
Глад је био бугарски војвода, који је владао на територији данашњег Баната у деветом и десетом веку. 

## Историја
Према неким изворима, Глад је, поред Баната, владао и делом јужне Трансилваније и околином града Видина у данашњој Бугарској. Глад је био вазал бугарског цара Симеона, а био је пореклом из града Видина, где му се, према неким изворима, налазила и резиденција. Већину становништва на територији којом је владао Глад сачињавали су Словени и Власи. 
Глад је Банатом владао вероватно из утврђења у источном делу атара села Карлово (данас Ново Милошево), чији се бедеми и данас познају (Галад град). Поред овог локалитета постоји потес Клиса, чији назив је спомен на некадашњу цркву која је подигнута у склопу овог утврђења. 
У десетом веку, Глада су поразили Мађари. Мађари су послали војску против војводе Глада и покорили становништво између река Мориш и Тамиш. Када су покушали да пређу Тамиш, Глад их је дочекао са великом армијом, у којој је било Кумана, Бугара и Влаха. Наредног дана, Гладова армија је доживела пораз. Мађарски напад на војводу Глада у Банату се датира у 934. годину.
Према другом извору (в. Купусаревић) битка се одиграла 896. године, а Глад се уплашен од Мађара скрива у тврђаву Ковин да би се након три дана предао.
Гладов потомак је био банатски војвода Ахтум, последњи владар који се супротставио успостављању непосредне власти Мађарског краљевства у 11. веку, али је такође поражен од стране Мађара.

## Порекло имена
У Банату и данас постоје села Гладна и Галад, која су вероватно добила име по војводи Гладу. Град Кладово на Дунаву, у Србији, је такође могао добити име по војводи Гладу (Првобитни облик имена града је вероватно био Гладово). У 15. веку је на реци Златици у Банату изграђена тврђава Галад. Тврђава је добила то име, јер се место на коме је изграђена звало Галад. Такође је забележен и Гладов манастир (Galadmonostra) 1426. године.
Име Глад је вероватно словенског порекла, иако значење имена није потпуно објашњено. У Прибалтику су постојала насеља Gladichov, Gladyšov, на реци Biese и Gladišov на реци Radgošć. На српском простору се топономи са истом основом појављују на простору где су нађени најстарији словенски слојеви на Балкану, данас у Републици Српској - Гладница у општини Сребреница, затим Гладнић, Гладник, Гладојевић, Гладовић и Гладовићи код Вишеграда, затим предео Гладе, Гладов до, Гладова вртача, Гладов врх и Гладов крш у Озринићима, Гладиште у Кучима у Црној Гори и Гладишев дол у Метохији. Ови топоними потврђују још једном да је господар Баната, војвода Глад, био словенски владар.